# Holmby landskommun
Holmby landskommun var en tidigare kommun i dåvarande Malmöhus län.

## Administrativ historik
Kommunen bildades i Holmby socken i Frosta härad i Skåne när 1862 års kommunalförordningar trädde i kraft.
Holmby kommun ingick i Löberöds läkardistrikt från 1895. I Holmby kommun bedrevs undervisning vid Holmby och Tengelsås folkskolor. Holmby polisdistrikt bildades 1932 och omfattade även Gårdstånga landskommun.[källa behövs]
Det fanns ett brandkårsförbund som bestod av Gårdstånga, Holmby, Borlunda och Skeglinge kommuner.[källa behövs]
År 1924 bildades ett kommunalförbund av Gårdstånga, Holmby kommun, Igelösa-Odarslöv, Skeglinge och Borlunda kommuner.[källa behövs]Förbundet upplöstes i samband med kommunsammanslagningen 1952.
Vid kommunreformen 1952 uppgick kommunen i Skarhults landskommun som uppgick 1971 i Eslövs kommun.

## Politik

### Mandatfördelning i valen 1938-1946
| 7 | 10 |

| 17 |

| 7 | 1 | 9 |

| 17 |

| 7 | 1 | 9 |

| 16 |